# Herman Asplöf
Herman Asplöf, född 15 november 1881 i Gustavsström i Gåsborns socken i Värmland, död 7 februari 1959 i Göteborg, var en svensk tonsättare och domkyrkoorganist i Göteborgs domkyrka 1929–1955.
Asplöf tog organistexamen i Karlstad 1898 och högre examina (musikdirektör) vid Kungl. musikkonservatorium i Stockholm 1901. Han erhöll Statens tonsättarstipendium.
1902–1910 var han organist i Malmö Sankt Petri kyrka, därefter från 1910 till 1929 i den nybyggda Annedalskyrkan i Göteborg.
Den 11 januari 1929 avled domkyrkoorganisten i Göteborg Elfrida Andrée, som innehade sin tjänst sedan 1867 och livet ut. Vid tillsättning av tjänsten hösten 1929 valdes Herman Asplöf. Han beviljades pension från 1 december 1951 men kvarstod som vikarierande, tillförordnad domkyrkoorganist till 1955. Då hade ny innehavare av tjänsten utsetts, Gösta Lundborg.
Asplöf var även musiklärare vid Västra realläroverket (senare Majornas läroverk) i Göteborg. Han skrev verk för orgel, kör och kammarmusik. Några av hans verk finns på cd. Han medverkade också i en lärobok för orgelspel tillsammans med Birger Anrep-Nordin och undervisade i orgelspel.

## Verk i urval
Urval: 
- Dialog för orgel och orkester

För orgel
- Koralimprovisation
- Toccata

Kammarmusik
- Fantasi & fuga

För blandad kör a cappella
- Hjälp mig Jesu korset bära

För blandad kör och instrument
- Advent
- Evige
- Jag lyfter mina ögon upp till bergen